# Vụ giẫm đạp Mina 2015
Ngày 24 tháng 09 năm 2015 đã xảy ra một vụ đám đông chèn ép, xô đẩy và giẫm đạp tại thánh địa Mecca, có ít nhất 2,070 nạn nhân đã chết.
Đây là tai nạn diễn ra trong kỳ Hajj gây thiệt mạng nhiều nhất kể từ sự cố năm 1990 mà trong đợt đó, 1.426 người đã thiệt mạng.
Đây cũng là nguyên nhân dẫn tới Cạnh tranh ảnh hưởng giữa Ả Rập Xê Út và Iran.

## Bối cảnh

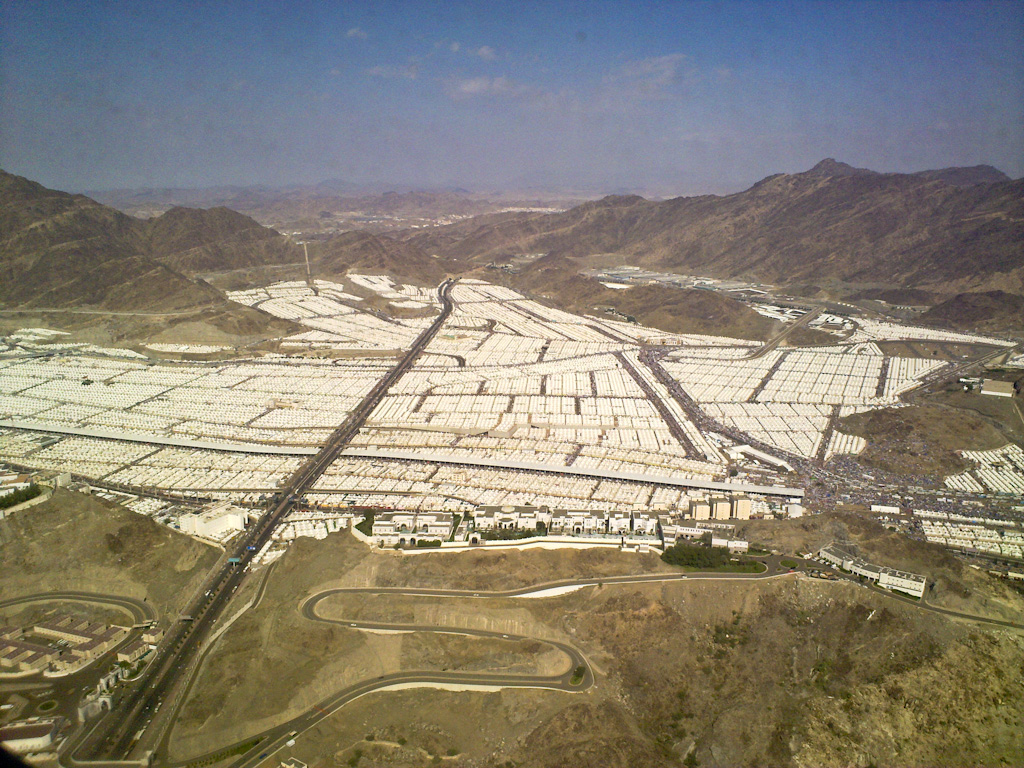
thành phố lều dừng chân ở Mina, Ả Rập Xê Út năm 2009

Hajj là cuộc hành hương diễn ra hàng năm ở thánh địa Mecca của người hồi giáo, một bổn phận tôn giáo phải được thực hiện ít nhất một lần trong cuộc đời họ nếu họ có khả năng làm như vậy. Như truyền thống, nó có một loạt các nghi thức bao gồm nghi thức Ném đá quỷ dữ (tiếng Ả Rập: رمي الجمرات ramī aj-jamarāt) diễn ra tại Mina, một huyện của Mecca. Các nghi lễ ném đá là nghi lễ lớn cuối cùng và thường được coi là nguy hiểm nhất của Hajj, với một đám đông lớn, không gian hạn chế, và lịch trình quá chặt chẽ. Một số vụ giẫm đạp tại Hajj đã xảy ra trong quá khứ.
346 người đã thiệt mạng trong một vụ việc tương tự vào năm 2006. Vụ này đã khiến chính phủ Ả Rập Xê Út cải thiện cơ sở hạ tầng của thành phố. Ngày 11 tháng 9 năm 2015, 118 người đã thiệt mạng khi một chiếc cần cẩu bị sập rơi vào Grand Mosque, chỉ 1 tuần trước khi bắt đầu Hajj.
Ngày 17 tháng 9 năm 2015, khoảng 1.000 người hành hương đã phải rời khỏi khách sạn của họ vì một vụ cháy, ngọn lửa đã làm bị thương hai người Indonesia. Ngày 21 tháng 9 năm 2015, khoảng 1.500 người hành hương đã được sơ tán khỏi một khách sạn 15 tầng ở Mecca khi một đám cháy xảy ra tại tầng 11 trong đó bốn người hành hương từ Yemen bị thương.
Chính phủ Ả Rập Xê Út đã được chi tiêu 60 tỷ USD để mở rộng Al-Masjid Al-Haram (Grand Mosque), địa điểm của thành Kaaba, và đã triển khai 100.000 người thuộc lực lượng an ninh và 5.000 camera CCTV để theo dõi đám đông.

## Thảm họa
| Quốc tịch             | Chết  | Mất tích | Nguồn         |
| --------------------- | ----- | -------- | ------------- |
| Afghanistan           | 2     | 6        | [ 9 ]         |
| Algérie               | 46    | 3        | [ 10 ]        |
| Bangladesh            | 137   | 53       | [ 11 ]        |
| Benin                 | 52    | 41       | [ 12 ]        |
| Burkina Faso          | 22    | 7        | [ 13 ]        |
| Burundi               | 1     | 6        | [ 14 ]        |
| Cameroon              | 106   | 28       | [ 15 ] [ 16 ] |
| Chad                  | 52    | 50       | [ 17 ]        |
| Trung Quốc            | 4     | 0        | [ 18 ]        |
| Djibouti              | 2     | 3        | [ 19 ]        |
| Ai Cập                | 190   | 45       | [ 20 ] [ 21 ] |
| Ethiopia              | 53    | 0        | [ 22 ]        |
| Gambia                | 2     | 0        | [ 23 ]        |
| Ghana                 | 17    | 17       | [ 24 ]        |
| Ấn Độ                 | 114   | 10       | [ 25 ]        |
| Indonesia             | 129   | 0        | [ 26 ]        |
| Iran                  | 464   | 19       | [ 27 ]        |
| Iraq                  | 1     | 0        | [ 28 ]        |
| Bờ Biển Ngà           | 52    | 7        | [ 29 ]        |
| Jordan                | 2     | 1        | [ 30 ]        |
| Kenya                 | 12    | 0        | [ 31 ]        |
| Lebanon               | 1     | 0        | [ 32 ]        |
| Libya                 | 10    | 7        | [ 33 ]        |
| Malaysia              | 1     | 0        | [ 34 ]        |
| Mali                  | 308   | 64       | [ 35 ]        |
| Mauritius             | 5     | 0        | [ 36 ]        |
| Maroc                 | 42    | 1        | [ 37 ]        |
| Myanmar               | 6     | 5        | [ 38 ]        |
| Hà Lan                | 1     | 0        | [ 39 ]        |
| Niger                 | 78    | 41       | [ 40 ]        |
| Nigeria               | 309   | 47       | [ 41 ]        |
| Oman                  | 1     | 0        | [ 42 ]        |
| Pakistan              | 102   | 7        | [ 43 ] [ 44 ] |
| Philippines           | 1     | 0        | [ 45 ]        |
| Sénégal               | 62    | 0        | [ 46 ] [ 47 ] |
| Somalia               | 8     | 0        | [ 39 ]        |
| Sri Lanka             | 1     | 1        | [ 48 ]        |
| Sudan                 | 30    | 2        | [ 49 ]        |
| Tanzania              | 25    | 15       | [ 50 ]        |
| Tunisia               | 15    | 0        | [ 51 ]        |
| Thổ Nhĩ Kỳ            | 7     | 0        | [ 52 ]        |
| Uganda                | 1     | 2        | [ 53 ]        |
| Countries Total       | 2,474 | 488      |               |
| Saudi Arabia Official | 769   |          | [ 54 ]        |

Theo một tuyên bố của Bộ Nội vụ Ả Rập Xê Út, giẫm đạp xảy ra lúc 09:00 giờ Mecca (06:00 UTC) tại đường giao nhau giữa đường 204 và đường 223 khi người hành hương đang trên đường đến cầu Jamaraat. Bộ Nội vụ Ả Rập Xê Út nói rằng sự hỗn loạn đã xảy ra khi hai nhóm lớn các khách hành hương giao nhau từ các hướng khác nhau đi vào cùng một đường phố. Các đường giao nhau nằm giữa hai khu trại hành hương. Ước tính có khoảng 160.000 lều được phân bố trên một số các trang trại ở Mina.
Bộ Nội vụ Ả Rập Xê Út thông báo đã triển khai 4.000 nhân viên đến khu vực hỗn loạn cùng với 220 đơn vị phản ứng khẩn cấp. Những người hành hương tại khu vực hỗn loạn đã được di chuyển sang hướng khác. Hội Trăng lưỡi liềm Đỏ Saudi cũng đã được huy động và những người bị thương đang được điều trị tại bốn bệnh viện.